# Cá heo Peale
Cá heo Peale, tên khoa học là Lagenorhynchus australis, là một loài động vật có vú trong họ Cá heo đại dương, bộ Cá voi. Loài này được nhà động vật học Titian Peale mô tả vào năm 1848.

## Hình ảnh

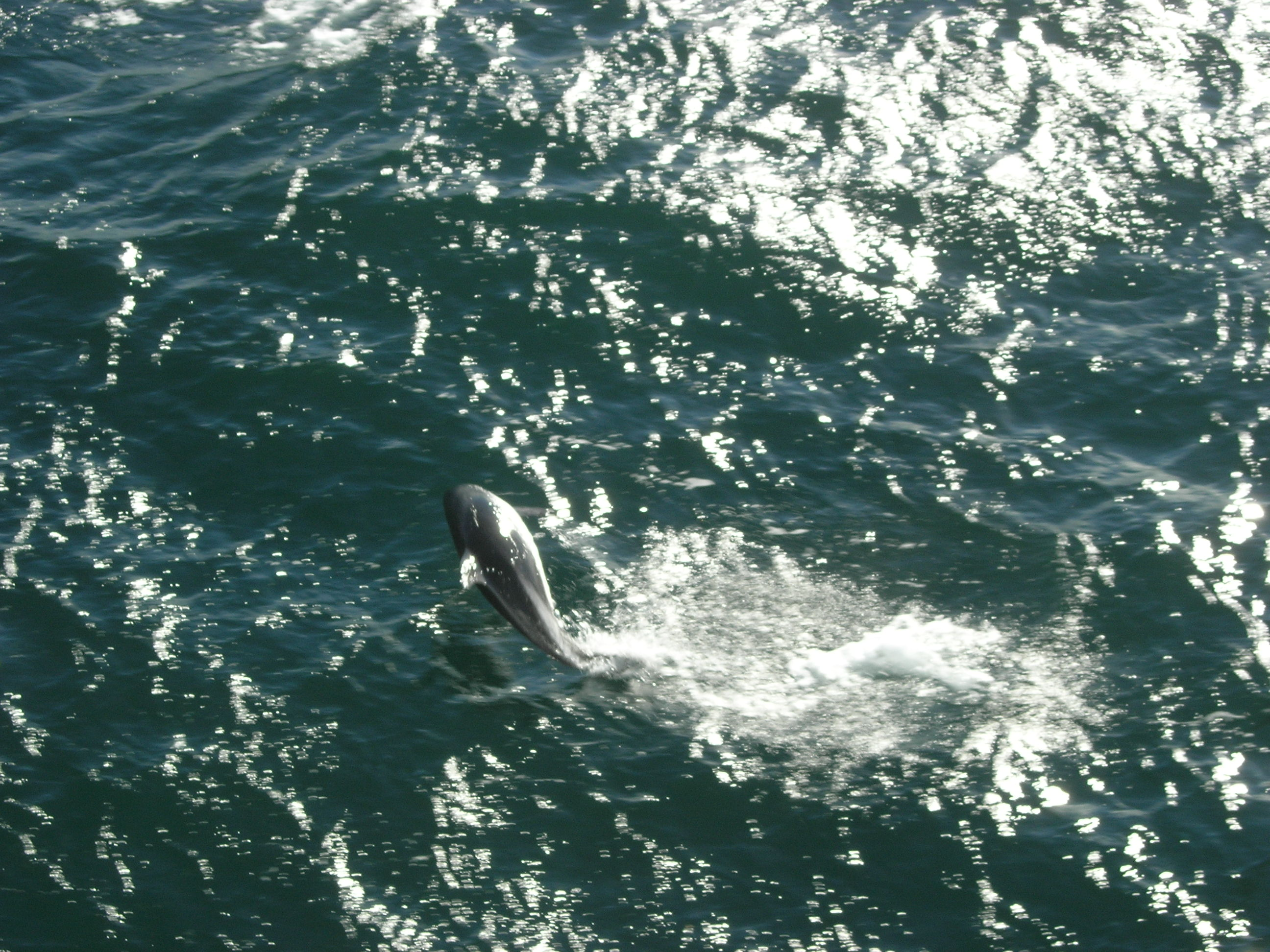
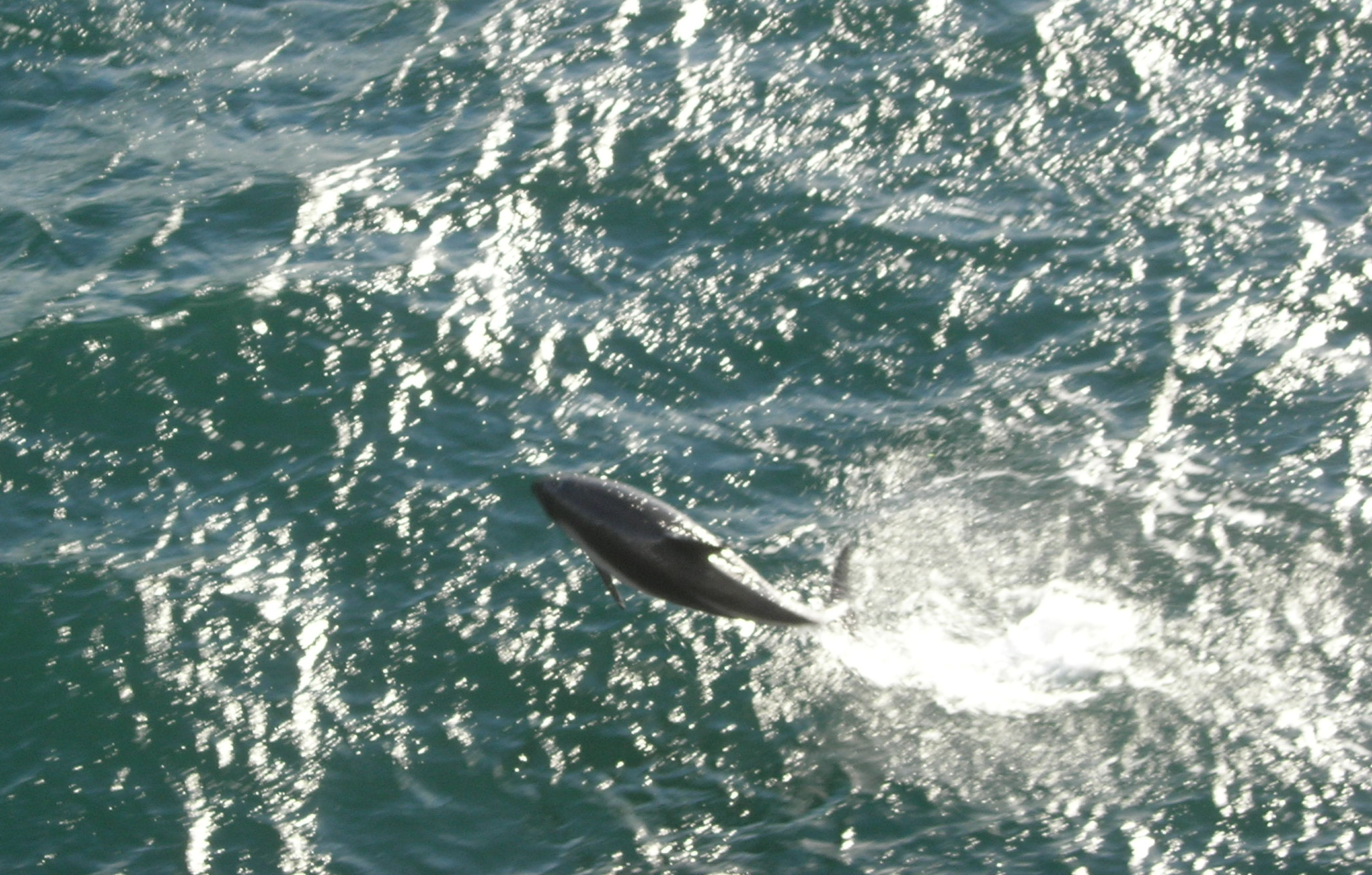